# Rivière Cazeau
Pour la rivière française, voir Cazeaux (rivière).
La rivière Cazeau coule vers le sud, sur la rive nord du fleuve Saint-Laurent, dans la municipalité de Château-Richer, dans la municipalité régionale de comté (MRC) de La Côte-de-Beaupré, dans la région administrative de la Capitale-Nationale, dans la province de Québec, au Canada.
La partie inférieure de cette petite vallée est desservie par l'avenue Royale (route 360) et la route 138 qui longe la rive nord de fleuve Saint-Laurent. La partie supérieure comporte un relief montagneux et est accessible uniquement par des routes forestières secondaires dont le chemin Careau (venant du nord). La sylviculture constitue la principale activité économique de cette vallée ; l'agriculture (partie inférieure) en second.
La surface de la rivière Cazeau est généralement gelée du début de décembre jusqu'à la fin de mars ; toutefois la circulation sécuritaire sur la glace se fait généralement de la mi-décembre à la mi-mars. Le niveau de l'eau de la rivière varie selon les saisons et les précipitations ; la crue printanière survient en mars ou avril.

## Géographie
La rivière Cazeau prend naissance à la confluence de deux ruisseaux dans le plateau laurentien à l'arrière de la Côte-de-Beaupré, dans Château-Richer. Cette source est située entre trois sommets de montagnes, à 9,4 km au nord-est de l'embouchure de la rivière Cazeau et à 7,7 km au nord-ouest de la rive nord-ouest du fleuve Saint-Laurent.
À partir de cette source, le cours de la rivière Cazeau descend sur 8 km, avec une dénivellation de 250 m, selon les segments suivants :
- 4,6 km vers le sud en zone forestière jusqu'à un coude de rivière ;
- 3,9 km vers l'est en zone forestière dans une vallée de plus en plus encaissée en descendant la moraine, puis en courbant vers le sud en contournant par le nord-est deux petits lacs non identifiés, jusqu'à la décharge de ces derniers ;
- 0,4 km vers le sud-ouest en zone agricole, jusqu'à un coude de rivière correspond à la décharge de deux ruisseaux (venant de l'ouest) ;
- 1,6 km vers l'est en zone agricole en passant sous les fils à haute tension d'Hydro-Québec. traversant une zone encaissée de la plaine du Saint-Laurent et en passant entre le hameau Rivière-Cazeau (situé du côté sud) et le hameau Le Moyne (situé du côté nord), et en passant sous le pont ferroviaire du Canadien Pacifique, jusqu'à la route 138 ;
- 0,3 km vers le sud-est en zone agricole et de villégiature jusqu'à son embouchure[3].

La rivière Cazeau se déverse dans Château-Richer dans une petite baie du Chenal de l'Île d'Orléans sur la rive nord-ouest du fleuve Saint-Laurent. Cette baie est située entre les Battures des Îlets (situées du côté sud) et la rivière Le Moyne (située du côté nord). Cette baie fait face à l'Île d'Orléans laquelle est distante de 2,3 km vers l'est. Cette confluence est située à 4,7 km au nord du centre du village de L'Ange-Gardien, à 3,0 km au sud du centre du village de Château-Richer et à 9,8 km au nord du pont reliant l'Île d'Orléans à L'Ange-Gardien.

## Toponymie
Connu depuis 1851, ce toponyme évoque la mémoire de Jean Cassaux (vers 1699-1761), chirurgien, originaire de la commune d'Issor en Béarn, en France. Il devint acquéreur d'un premier lot de terre en 1724 dans cette paroisse. La graphie de son patronyme utilisée dans le nom de la rivière comportera subséquemment la lettre z notamment dans un acte de concession de terre en 1750. Plus tard, la graphie Cazeau identifiera une gare du « P'tit train de Sainte-Anne » aménagée par la compagnie Quebec Railway Light and Power qui exploitait ce chemin de fer desservant la Côte de Beaupré. De nos jours, le hameau de Rivière-Cazeau est situé à proximité de cette ancienne gare.
Le toponyme Rivière Cazeau a été officialisé le 5 décembre 1968 à la Banque des noms de lieux de la Commission de toponymie du Québec.